# Leszek Bzdyl
Leszek Bzdyl (ur. 10 czerwca 1964 we Wrocławiu) – polski choreograf, tancerz i reżyser teatralny. Założyciel Teatru Dada von Bzdülöw. Pedagog w Akademii Teatralnej w Warszawie.

## Życiorys
W 1984 ukończył Technikum Mechaniczne Lotniczych Zakładów Naukowych we Wrocławiu, w 1990 historię na Uniwersytecie Wrocławskim. W latach 1985–1987 działał w studenckich grupach teatralnych TUBB 2 oraz Dada Traktor. W latach 1987–1990 współpracował z Wrocławskim Teatrem Pantomimy, następnie, w latach 1990–1992, z Teatrem Ekspresji Wojciecha Misiury.
W 1993, wraz z tancerką Katarzyną Chmielewską założył w Gdańsku Teatr Dada von Bzdülöw, który stał się jednym z najbardziej znanych polskich teatrów tańca.
W swoich pracach Bzdyl wielokrotnie inspirował się literaturą i dramaturgią najnowszą, np. utworami Wernera Schwaba (Zagłada ludu, czyli moja wątroba jest bez sensu, 1994), czy Witolda Gombrowicza (Kilka błyskotliwych spostrzeżeń, 2004). W 2004 zrealizował na terenie Stoczni Gdańskiej projekt teatralny Odys-SEAS, wespół z Robertem Rumasem.
Jest współorganizatorem wielu trójmiejskich imprez kulturalnych, między innymi festiwalu Gdańska Korporacja Tańca. 
Od 2007 jest wykładowcą Akademii Teatralnej w Warszawie, uczył również w Państwowej Szkole Baletowej w Gdańsku oraz Studium Wokalno-Aktorskim przy Teatrze Muzycznym w Gdyni.
W 2007 Teatr Dada von Bzdülöw, zespół Bzdyla, wystąpił w nowojorskim La MaMa Theatre, scenie prezentującej od lat najciekawsze zjawiska teatralnej awangardy (swoje spektakle pokazywali tam wcześniej m.in. Tadeusz Kantor i Jerzy Grotowski). 
W latach 2018–2021 członek Pomorskiej Rady Kultury I kadencji. W latach 2019–2021 dyrektor artystyczny Wrocławskiego Teatru Pantomimy im. Henryka Tomaszewskiego.

## Odznaczenia
- Srebrny Krzyż Zasługi (2024)[8]
- Odznaka honorowa „Zasłużony dla Kultury Polskiej” (2010)[9]

## Nagrody
- Nagroda Miasta Gdańska w Dziedzinie Kultury za 1998 (1999)[10]
- Nagroda Artystyczna Prezydenta Miasta Gdyni za rok 1998 (1999)[11]
- Nagroda Ministra Edukacji Narodowej (1999)[9]
- Nagroda Teatralna Marszałka Województwa Pomorskiego za reżyserię, choreografię i wykonanie spektaklu Eden oraz za wieloletnią twórczą działalność i wysoki poziom artystyczny Teatru Dada von Bzdulow w Gdańsku (2007)[12]
- Sztorm Roku 2006 - nagroda „Gazety Wyborczej - Trójmiasto” w kategorii "teatr" (2007)[11]
- Międzynarodowa Nagroda Teatralna Theatre Pasta – Indie (2007)[9]
- Nagroda Prezydenta Miasta Gdańska w Dziedzinie Kultury za całokształt dorobku artystycznego Teatru Dada von Bzdulow ze szczególnym uwzględnieniem premiery Le Sacre, która stanowiła jedno z najważniejszych wydarzeń teatralnych w 2010 roku w Gdańsku (2011)[13]
- Nagroda Marszałka Województwa Pomorskiego (2011)[14]
- Nagroda Prezydenta Miasta Gdańska w Dziedzinie Kultury za konsekwentne rozwijanie w kraju unikalnego i rozpoznawalnego języka wypowiedzi scenicznej Teatru oraz z okazji jubileuszu 25-lecia pracy artystycznej i 20-lecia działalności Teatru Dada von Bzdulow (2012)[13]